# Erode Agrippa II
Erode Agrippa II (in latino: Marcus Iulius Agrippa; 28 – 100?) è stato un re vassallo di Roma, figlio di Agrippa I, tetrarca di Calcide dal 50 al 53.

## Biografia
Allevato a Roma, Erode Agrippa non succedette al padre alla sua morte nell'anno 44 poiché era troppo giovane e a Roma si decise di far governare la Giudea direttamente tramite un Procuratore. Solo nel 50 ebbe il regno di Calcide nel Libano, alla morte dello zio Erode. Ottenuto l'incarico di nominare i sommi sacerdoti da Claudio (53), rimosse il sacerdote Anano (che aveva fatto condannare Giacomo il Giusto ed altri cristiani) dopo le lamentele degli abitanti di Gerusalemme.
Perse la tetrarchia nel 53, venendogli affidato un regno più vasto, che comprendeva la Batanea, la Traconitide e regioni verso il Libano, cui altre ne aggiunse in seguito Nerone.

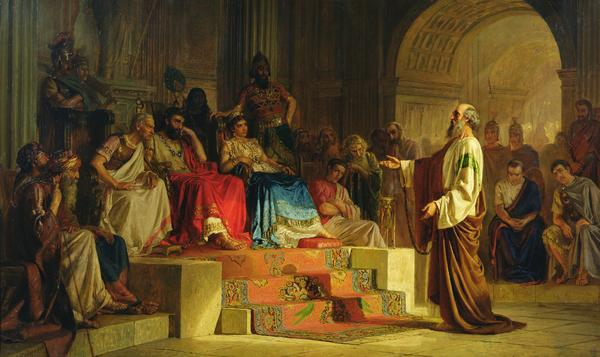
L'apostolo Paolo a processo, dipinto di Nikolaj Bodarevskij (1875). Accanto a Erode la sorella Giulia Berenice.

Governò sempre secondo il volere dei Romani e anche nella rivolta giudaica del 66 tentò di indurre gli Ebrei alla resa; per questo venne compensato da Roma con ingrandimenti territoriali.
Il Nuovo Testamento riferisce di un suo incontro con San Paolo di Tarso in Atti 26.
Secondo il patriarca Fozio I di Costantinopoli, Agrippa morì nel terzo anno di regno dell'imperatore Traiano, ovvero nel 100. Con lui si concluse la dinastia erodiana e dopo la sua morte la Giudea venne definitivamente annessa all'Impero Romano, di cui era già da tempo un regno vassallo.